# ریچارد دریگر
ریچارد دریگر (انگلیسی: Richard Draeger; september ۲۲, ۱۹۳۷ (۸۷ سال) – ۸ فوریهٔ ۲۰۱۶) ورزشکار روئینگ اهل ایالات متحده آمریکا بود.
وی در مسابقات کشوری و بین‌المللی در مجموع برندهٔ ۱ مدال برنز شده‌است.